# Friedrich von Moltke

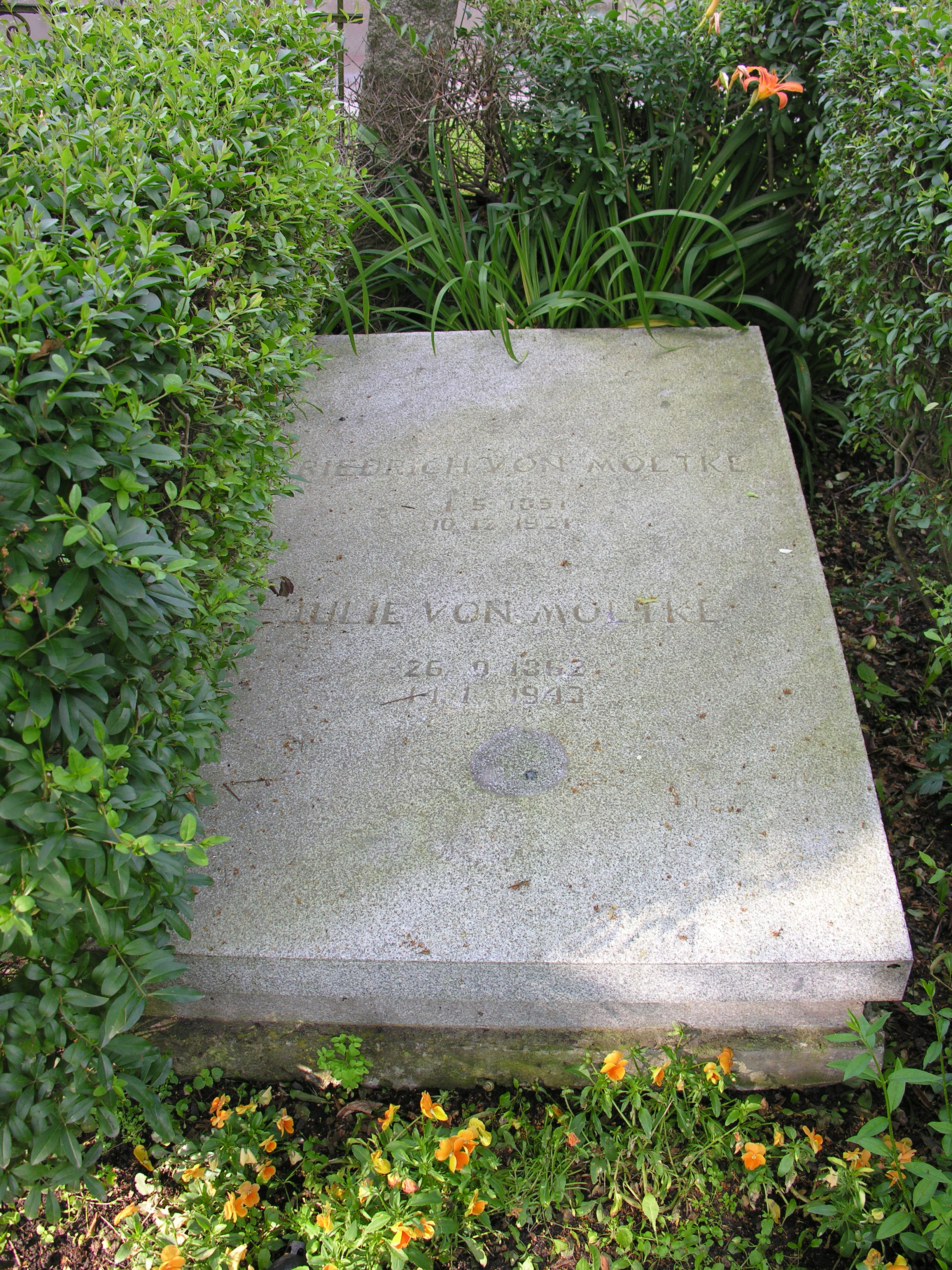
Friedrich von Moltkes gravsten.

Friedrich Ludwig Elisa von Moltke, född den 1 maj 1852 i Rantzau (Holstein), död den 10 december 1927 i Landkreis Strehlen (Niederschlesien), var en preussisk ämbetsman, bror till Helmuth von Moltke den yngre.
Moltke avancerade på den administrativa ämbetsmannabanan till lantråd (1885), föredragande råd i kultusministeriet (1893) samt regeringspresident i Oppeln (1898) och Potsdam (1900). Åren 1903–1907 var han Oberpräsident i provinsen Ostpreussen samt från juni 1907 till juni 1910 preussisk inrikesminister. Åren 1914–1918 var han Oberpräsident i Schleswig-Holstein.